# Patrick Kearney

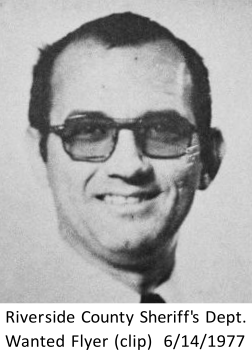
Imagem de Patrick Wayna Kearney.

Patrick Wayne Kearney (nascido em 24 de setembro de 1939) é um assassino em série americano que atacou jovens na Califórnia durante os anos 70. É, por vezes, conhecido pelo nome de "Assassino da auto estrada", uma alcunha que partilha com outros dois - separados - assassinos em série, William Bonin e Randy Steven Kraft. Patrick Kearney é, possivelmente, o assassino em série com mais mortes nos Estados Unidos da América, reclamando cerca de 43 vítimas, segundo a polícia.

## Infância
Era o mais novo de três irmãos e foi criado numa família relativamente estável. A sua infância não teve muito trauma, contudo, por ser magro e doente, era várias vezes alvo de bullying na escola. Na sua adolescência, tornou-se afastado e fantasiava sobre matar pessoas.
Nascido no Este de Los Angeles, Kearney também viveu no Texas. Kearney mudou-se novamente para a Califórnia depois de um curto casamento que acabou em divórcio, e eventualmente trabalhou como engenheiro para a Hughes Aircraft. Foi a partir da sua experiência nestes anos, na Califórnia, que Kearney cultivou a sua capacidade de atrair, com intuitos sexuais, homossexuais. Kearney atraiu parceiros em San Diego e em Tijuana, Mexico, onde utilizou a sua fluência em falar espanhol e aumentou o seu interesse na cultura Latino Americana como base para se conectar a potenciais parceiros. Karney disse ter morto a sua primeira vítima, um mochileiro que encontrou e matou em Orange, Califórnia por volta de 1965. Reclamou mais algumas vítimas, maioritariamente caminhantes, antes de se mudar para Redondo Beach, perto de Los Angeles, em 1967 com um jovem chamado David Hill, que se tornou seu amante.

## Crimes
Enquanto o tempo passava, Hill e Kearney discutiam com mais frequência e Kearney saía para conduções solitárias no seu Wolkswagen Beatle ou no seu caminhão. Atraía, depois, jovens caminhantes ou jovens de bares gay e matava-os. Kearney praticava, primeiramente, necrofilia e era, geralmente, consistente na forma como matava as suas vítimas e largava os seus restos mortais. 
Kearney matou pela primeira vez, efetivamente confirmado, em 1968 enquanto vivia em Culver City, Califórnia, aproximadamente um ano depois de ter ido morar com David Hill. A identificação da vítima foi impossível, sendo que Kearney apenas o conhecia por "George". Kearney conheceu George perto do Natal, quando Hill tinha ido a Louisiana e tinha sido preso por prostituição. Assim que George entrou no apartamento de Kearney, Kearney deu-lhe um tiro entre os olhos com a sua pistola. Depois de matar George, Kearney levou o corpo para o banheiro onde o desmembrou e cortou com um X-acto. Depois de o desmembrar, Kearney decidiu tirar a bala da cabeça da vítima para garantir que não chegariam a ele pela arma. Depois, Kearney enterrou George atrás da sua garagem. Kearney não matou durante pelo menos um ano depois deste crime, principalmente por medo que a polícia descobrisse.
Conforme o tempo passava, Kearney refinou o seu modus operandi, o que permitiu a que levasse a vida de crime com mais frequência e mais eficazmente. Começando em 1974, estima-se que tenha morto quase todos os meses. Depois de apanhar as suas vítimas ao longo da estrada ou em bares gay no seu Wolkswagen ou no seu camião, Kearney tipicamente dava um tiro nas suas vítimas na têmpora, acima da orelha com uma pistola Derringer .22 na sua mão direita enquanto conduzia com a esquerda e, simultaneamente, controlava o limite de velocidade para evitar chamar a atenção de potenciais testemunhas. Depois de matar as suas vítimas, Kearney deixava os seus corpos caídos no lugar do passageiro e conduzia para um local escolhido para os poder violar.
Depois de ter relações com os corpos, Kearney costumava mutilar e desmembrar os restos com um serrote antes de os largar nos mais variados locais como em montanhas, descampados e ao longo das estradas, normalmente em sacos de lixo industriais. Em alguns casos, Kearney largava os corpos no deserto onde os restos podiam ser comidos pelos animais. Kearney, em algumas situações, drenava o sangue das vítimas para eliminar cheiros e algumas vezes lavava os corpos antes de os largar para minimizar a presença de sangue e eliminar impressões digitais. Por vezes, Kearney batia nas suas vítimas já depois de estarem mortas. Começou a bater nas suas vítimas já mortas como um exercício purificante onde podia libertar raiva e adquirir uma sensação de poder. Ocasionalmente, as vítimas lembravam-no de pessoas que lhe batiam quando era criança.
Apesar de Kearney, inicialmente, escolher homens jovens, também lhe são conhecidas vítimas crianças e adolescentes. A vítima mais nova era Ronald Dean Smith, com 5 anos, que desapareceu em Lennox, Califórnia em 14 de agosto de 1974. O seu corpo foi encontrado em Riverside County, em 12 de outubro de 1974. Merle "Hondo" Chance, com 8 anos, de Venice, Califórnia, desapareceu em 6 de abril de 1977 enquanto, supostamente, andava de bicicleta nas redondezas do local de trabalho de Kearney. Kearney disse que sufocou o rapaz, levou o seu corpo para passar a noite e depois largou o corpo na Floresta Nacional de Angeles aproximadamente 17 km a norte de Altadena, Califórnia. Os restos decompostos de Chance foram encontrados em 26 de maio de 1977. Merle Chance foi a última vítima conhecida de Kearney.
Em 16 de junho de 1976, Kearney matou Michael Craig McGhee, 13 anos, de Redondo Beach, Califórnia. Registos confirmam que McGhee tinha uma história de delinquência juvenil. Kearney diz ter apanhado McGhee enquanto este caminhava de Inglewood Avenue, perto de Lennox, para Torrance, Califórnia. Segundo a polícia, Kearney fez-se amigo do rapaz e convidou-o para acampar no lago Elsinore durante o fim de semana. Kearney disse que achou que McGhee era uma potencial ameaça e deu-lhe um tiro sem aviso depois de McGhee ter falado abertamente sobre os seus crimes e questionado sobre a presença e localização dos alarmes da casa de Kearney. Mais tarde, quando questionado pelos detetives, Kearney disse que tinha destruído o corpo, dizendo "Livrei-me do corpo...Nunca o vão encontrar".
A vítima que levou à prisão de Kearney era um jovem rapaz chamado John LaMay, de 17 anos, que matou num Domingo em 13 de março de 1977. Por volta das 5:30 horas da tarde do mesmo dia, LaMay disse a um vizinho que ia a Redondo Beach para conhecer um homem que tinha encontrado num ginásio local chamado Dave. Era, na verdade, David Hill, e Hill tinha dado a morada da casa de Kearney. Hill não sabia que LaMay já tinha chegado, por isso Kearney convidou LaMay para ver televisão enquanto Hill não chegava. Sem provocações, Kearney impulsivamente chegou até à sua pistola e deu um tiro em LaMay na nuca. Kearney mais tarde desmembrou e deixou os restos no deserto.
Quando a sua ondo de mortes estava no auge, as tendências estranhas de Kearney passavam bastante despercebidas. Contudo, um dono de uma mercearia local chamado Jerry Stevens reparou que Kearney tinha um estranho interesse em facas, comprando com frequência facas de talhante depois de as examinar e questionando sobre a qualidade do aço. Stevens também descreveu Kearney como "um solitário com uma estranha sensação de calma". O supervisor de Kearney na Hughes Aircraft referiu-se a ele como um "trabalhador exemplar".

## Captura e prisão
Os restos mortais de LeMay foram encontrados em 18 de março de 1977. A polícia já tinha estado na casa de Kearney anteriormente, devido à investigação do desaparecimento e morte de Merle "Hondo" Chance. A polícia rapidamente descobriu que LaMay tinha sido visto na companhia de Kearney e Hill. Ambos foram para El Paso, Texas, com Kearney tendo-se despedido do emprego. 
Hill, de 36 anos de idade na altura, foi ilibado de todo o envolvimento com os crimes do parceiro e foi libertado.
Kearney, pelo outro lado, fez uma total confissão dos crimes, inicialmente admitindo um total de 28 assassinatos, e mais tarde, de mais 7. De forma a evitar a pena de morte, concordou declarar-se culpado. Kearney foi acusado de 21 assassinatos, e como acordado, por se ter dado como culpado foi-lhe dado 22 prisões perpétuas. A polícia estava certa que Kearney era responsável por outros 7 assassinatos que admitiu, mas não tinham provas suficientes para o acusar. Kearney está preso na Prisão Estadual da Califórnia, Mule Creek.

## Outras leituras
- The Trash Bag Murderer (2010) de Tony Stewart